# Sarah Webb
Sarah Kathleen Webb, nach Heirat Sarah Kathleen Gosling, OBE (* 13. Januar 1977 in Weybridge) ist eine ehemalige britische Seglerin.

## Erfolge
Sarah Webb nahm in der Bootsklasse Yngling zweimal an Olympischen Spielen teil. Bei den Olympischen Spielen 2004 in Athen wurde sie sogleich Olympiasiegerin, als sie mit Sarah Ayton als Crewmitglied von Rudergängerin Shirley Robertson den ersten Platz belegte. Nach zehn von elf Wettfahrten standen sie bereits vorzeitig als Sieger fest und beendeten die Regatta mit 39 Gesamtpunkten vor dem ukrainischen und dem dänischen Boot. Auch 2008 in Peking sicherte sich Webb die Goldmedaille. Ayton fungierte dieses Mal als Rudergängerin, während Pippa Wilson die Crew komplettierte. Dank 24 Punkten wurden sie vor den Niederländerinnen und den Griechinnen Erste. 2007 in Cascais und 2008 in Miami gelang Webb, Ayton und Wilson der Titelgewinn bei den Weltmeisterschaften, 2008 wurden sie zudem gemeinsam Europameister.
Nachdem Webb für ihren Olympiaerfolg 2004 bereits zum Member des Order of the British Empire ernannt worden war, erhielt sie Ende 2008 das Offizierskreuz. Sie ist seit 2009 verheiratet und hat ein Kind (* 2010).